# هانز ديكرز
هانز ديكرز (بالهولندية: Hans Dekkers)‏ ولد بتاريخ 16 يونيو 1928 في آيندهوفن، هولندا، وتوفي في 31 أغسطس 1984، كان دراج هولندي في صنف سباق الدراجات على الطريق.

## سجل النتائج

### سباقات أو مراحل فاز بها
- طواف فرنسا

## وصلات خارجية
- الموقع الرسمي

## روابط خارجية
- هانز ديكرز على موقع أرشيف الدراجات (الإنجليزية)
- هانز ديكرز على موقع إحصائيات الدراجات الإحترافية (الإنجليزية)